# Назаренко Віктор Миколайович
Віктор Миколайович Назаренко (нар. 1 січня 1963, с. Бондарі, Сумська обл., УРСР — пом. 1 квітня 1984, Афганістан) — радянський військовослужбовець, учасник афганської війни.

## Життєпис
Народився 1 січня 1963 року в селі Бондарі, Конотопського району Сумської області. Працював фельдшером в колгоспі. 31 березня 1982 року призваний на військову службу, з вересня 1982 року проходив службу в Афганістані. Загинув в бою 1 квітня 1984 року.

## Нагороди та вшанування
- Орден Червоної Зірки[1]
- Вулиця в селі Бондарі має ім'я Назаренка Віктора[2].